# Te Ata
Te Ata   (Tishomingo i Comtat de Johnston, 3 de desembre de 1895 - Oklahoma City, 26 d'octubre de 1995) sobrenom de Mary Frances Thompson, va ser una actriu nord-americana, ciutadana de la Nació Chickasaw que va aconseguir notorietat per explicar històries de nadius americans. Va actuar com a representant dels nadius americans en els sopars estatals davant el president Franklin D. Roosevelt en els anys 1930. Va ser admesa en el Saló de la Fama d'Oklahoma el 1957 i nomenada primer Tresor Estatal d'Oklahoma el 1987. Filla d'un membre del Consell Tribal, va estudiar i organitzà de jove alguns grups de teatre. Va viatjat arreu en representació de la cultura del seu poble. Destacada contadora d'històries, destaca Baby rattlesnake (1989).

## Biografia
Et Ata va néixer com Mary Frances Thompson a Emet, Nació Chickasaw (ara comtat de Johnston, Oklahoma), filla de Thomas Benjamin Thompson, Chickasaw, i Bertie (Freund) Thompson. El nom «Et Ata» és una paraula māori (aborigen de Nova Zelanda) que significa «El Matí». L'hi va posar una persona desconeguda. «Et Ata» no és una paraula o frase chickasaw. Et Ata va començar la seva educació primerenca en una escola tribal d'una sola aula, però després de dos anys la varen enviar a l'acadèmia Bloomfield, un internat de noies de Chickasaw.b a Bloomfield, va conèixer a Muriel Wright, una professora que es va convertir en el seu model a seguir. Et Ata es va graduar a l'institut de Tishomingo, Oklahoma on va ser salutatorian.
A la tardor de 1915, Et Ata va començar els seus estudis a la Universitat d'Oklahoma per a Dones (ara la Universitat de Ciències i Arts d'Oklahoma) a Chickasha, i es va graduar el 1919. Durant aquest temps va treballar com a ajudant al departament de teatre per a la professora Frances Dinsmore Davis, i va ser presentada per primera vegada en un escenari.